# Langonde
Langonde est une petite ville du Togo située dans la Préfecture de Bassar, dans la région de la Kara

## Géographie
Langonde est situé à environ 59 km de Kara.

## Vie économique
- Marché paysan tous les mercredis
- Atelier de ferblanterie

## Lieux publics
- École primaire